# Sergej Pavlovič Fedotov
Sergej Pavlovič Fedotov (rusky Сергей Павлович Федотов; * 11. ledna 1961 v Permu, Sovětský svaz) je ruský divadelní režisér, představitel tzv. mystického divadla. Využívá a rozvíjí metodu herecké práce podle Michaila Čechova. Založil Divadlo U mostu v Permu a je jeho uměleckým šéfem. Pohostinsky režíruje i v dalších ruských divadlech a v zahraničí. Pro své inscenace si často sám vytváří i scénografická řešení. Věnuje se též pedagogické činnosti v oboru herectví.

## Životopis
Narodil se v rodině s velkými uměleckými tradicemi, mezi jeho předky a příbuznými lze najít mnoho významných osobností (malíř z první poloviny 19. století Pavel Fedotov, režisér a učitel Stanislavského Alexandr Fedotov nebo jeho manželka, herečka Glikerija Fedotovová). Od dětství se sice toužil stát hercem, ale absolvoval střední výtvarnou školu. Teprve poté začal studovat herectví a později i režii na Permském státním institutu umění. Roku 1983 po ukončení studia absolvoval stáž u režiséra Marka Zacharova v Moskvě. Do prvního zaměstnání nastoupil v malém městě Nytva poblíž Permu, kde založil divadelní studio Kord. Již v rámci tohoto divadla se začal prakticky zabývat metodou Michaila Čechova. V květnu 1984 nastoupil vojenskou službu a jeho úkolem bylo vytvořit v Chabarovsku první divadelní soubor v rámci Sovětské armády. Soubor se nazýval Grotesk a on s ním za dobu své vojenské služby nastudoval sedm inscenací, s nimiž se úspěšně zúčastnil i Všeruského festivalu.

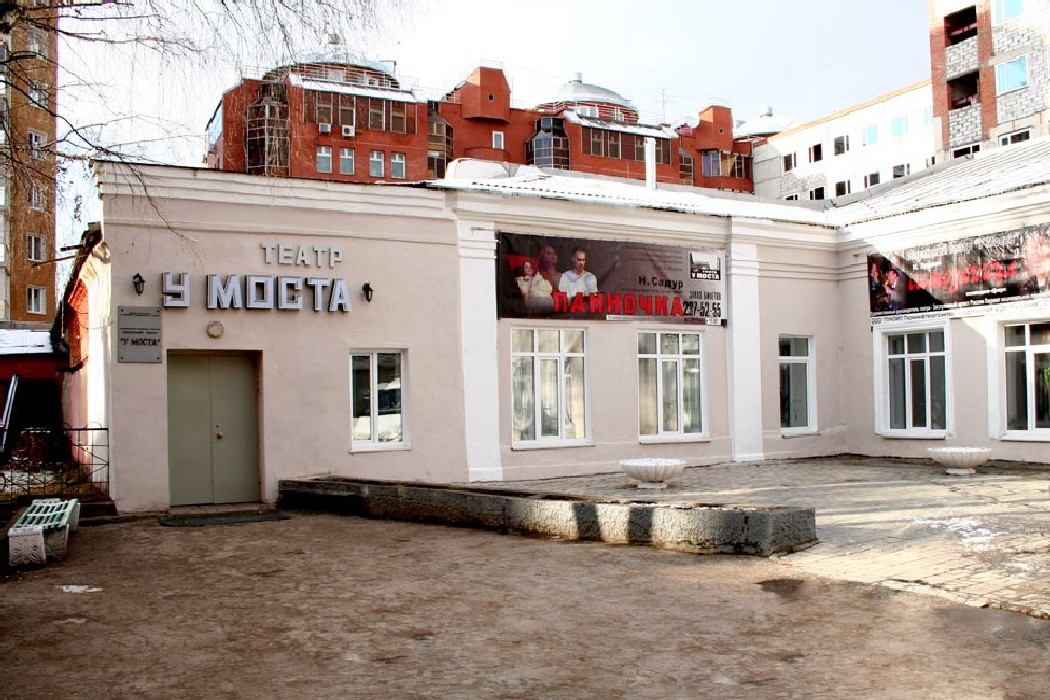
Divadlo U mostu v Permu (2006)

Po skončení vojenské služby začal přednášet režii na Permském státním institutu umění a roku 1988 se skupinou spřízněných divadelníků založil v Permu Divadlo U mostu, zpočátku jako studiovou scénu.

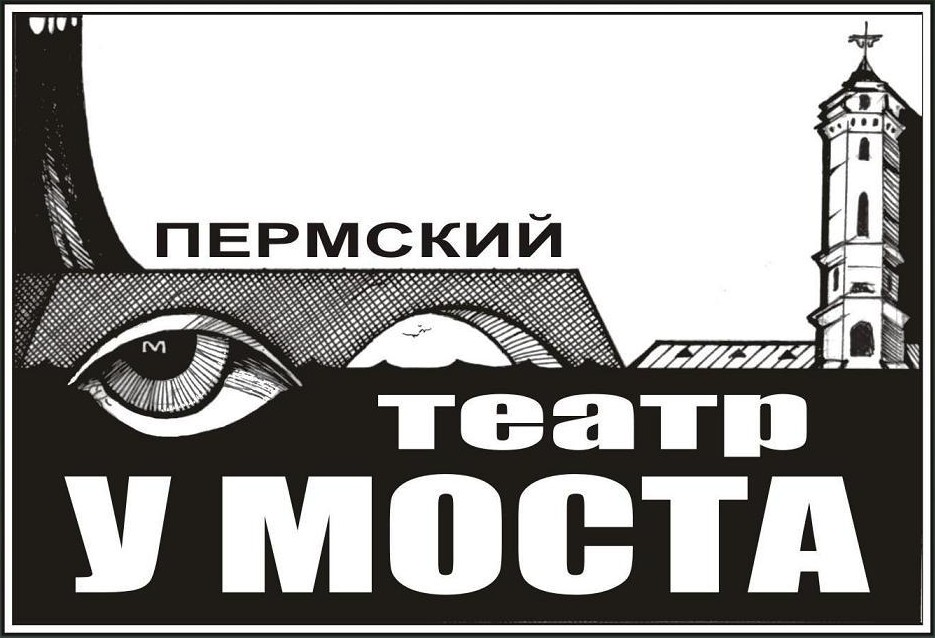
Logo Divadla U mostu

První inscenací nového souboru se stala hra Mandát Nikolaje Erdmana (premiéra 7. října 1988). Divadlo velice rychle vzbudilo svou zajímavou dramaturgií a jejím neotřelým inscenačním zpracováním velký zájem diváků a jeho tvorbu stále více oceňovala i odborná kritika. Nejslavnější inscenací tohoto období se stala Panočka (Панночка) podle Gogolovy novely Vij (1991), s níž soubor postupně objel téměř celé Rusko a několik států Evropy. Inscenace se stala kultovním symbolem divadla. Její provozování ukončil roku 2018 po více než 3000 představeních zřejmě autorskoprávní spor. V roce 1992 se soubor profesionalizoval, získal statut městského divadla a byl zapsán do ruského rejstříku státních divadel. Správa města mu pronajala samostatnou budovu. Divadlo rychle proniklo do povědomí ruské divadelnické veřejnosti a stále častěji bylo zváno na prestižní festivaly. Od roku 1995 se Fedotov s Divadlem U mostu pravidelně zúčastňuje festivalu Divadlo evropských regionů, který pořádá Klicperovo divadlo v Hradci Králové, několikrát vystupovali v Praze a v dalších městech České republiky. Od roku 1998 Fedotov pravidelně hostuje jako režisér také v divadlech v Česku, přednášel na DAMU i na Divadelní fakultě JAMU a po několik let vedl herecké semináře v rámci festivalu Jiráskův Hronov. V roce 2004 získala jeho inscenace Bulgakovova Psího srdce v ostravské Aréně Cenu Alfréda Radoka jako nejlepší inscenace roku. Některé jeho další inscenace byly na tuto cenu v různých letech nominovány. Kromě toho režíroval úspěšné inscenace v Polsku a v Německu. S Divadlem U mostu hostoval v deseti evropských zemích. Roku 2004 mu ruský prezident udělil titul Zasloužilý umělec Ruské federace. V roce 2010 získal za inscenaci hry Martina McDonagha Mrzák inishmaanský Zvláštní cenu poroty na festivalu Ruské národní divadelní ceny Zlatá maska v Moskvě a Grand Prix na Festivalu Bílá věž v běloruském Brestu, za inscenaci Gogolovy Ženitby získal cenu Zlatý rytíř na Mezinárodním divadelním fóru v Moskvě. V témže roce mu ruský prezident udělil titul Zasloužilý pracovník v umění Ruské federace. Roku 2019 divadlo získalo v kategorii Nejlepší regionální divadlo poprvé udělovanou všeruskou diváckou cenu Hvězda Teatralu.

## Režijní metoda

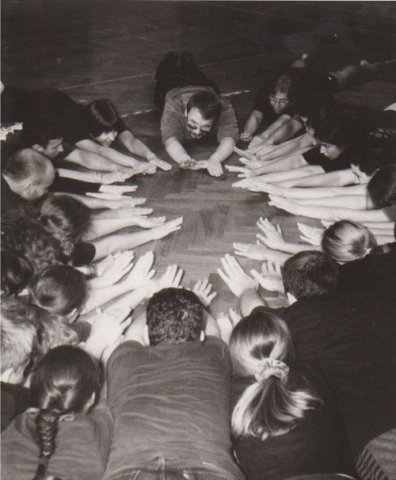
Zkouška v Divadle U mostu

Vychází z divadelně antropologických zkušeností Jerzyho Grotowského a navazuje na ně zkoumáním a praktickým využitím metody ruského herce Michaila Čechova. Její podstata spočívá v tom, že herec vytvoří s pomocí fantazie jakéhosi dvojníka, duchovní bytost a následně do ní vstupuje. Onen rozvinutý dvojník mu pomáhá excentricky improvizovat hlasem, gestem i mimikou, a tak bezprostředně přenášet do divákova vědomí to, co se děje hluboko v nevědomí lidské osobnosti. Tvrdí se, že Michail Čechov si s použitím své metody dokázal měnit barvu očí či velikost těla. Herec je svou postavou jakoby hypnotizován, ale přesto stále neztrácí ze zřetele, že je hercem v divadle.
Velmi důmyslné užití hudby a světla s charakteristickým šerosvitem a pestrou paletou nejjemnějších odstínů dává vzniknout jakémusi magickému poli. Do něj vstupuje herec vždy jakoby poprvé, aby svým jednáním tvořícím příčinné souvislosti mezi jednotlivými složkami jevištní skutečnosti odkrýval svou existenci. Vyvolává excentrickou hrou smích i slzy.
Jeho pojetí divadla je plné improvizace důsledně sloužící k přiblížení podstatě předlohy. Vždy inscenuje autora, ne sebe. Tvrdošíjně odmítá režisérské „aktualizace“ a využívá důsledně postupy tradičního činoherního divadla. Tím se v současné době paradoxně stává alternativním režisérem a dokazuje, že staré hodnoty neztrácejí na působivosti. Odmítá kult hvězd, herci jeho divadla nemají z psychohygienických důvodů povoleno účinkování v reklamách, televizi či filmu.

## Dílo

### Významné režie v Divadle U mostu
Pro většinu inscenací vytvořil i scénografii.

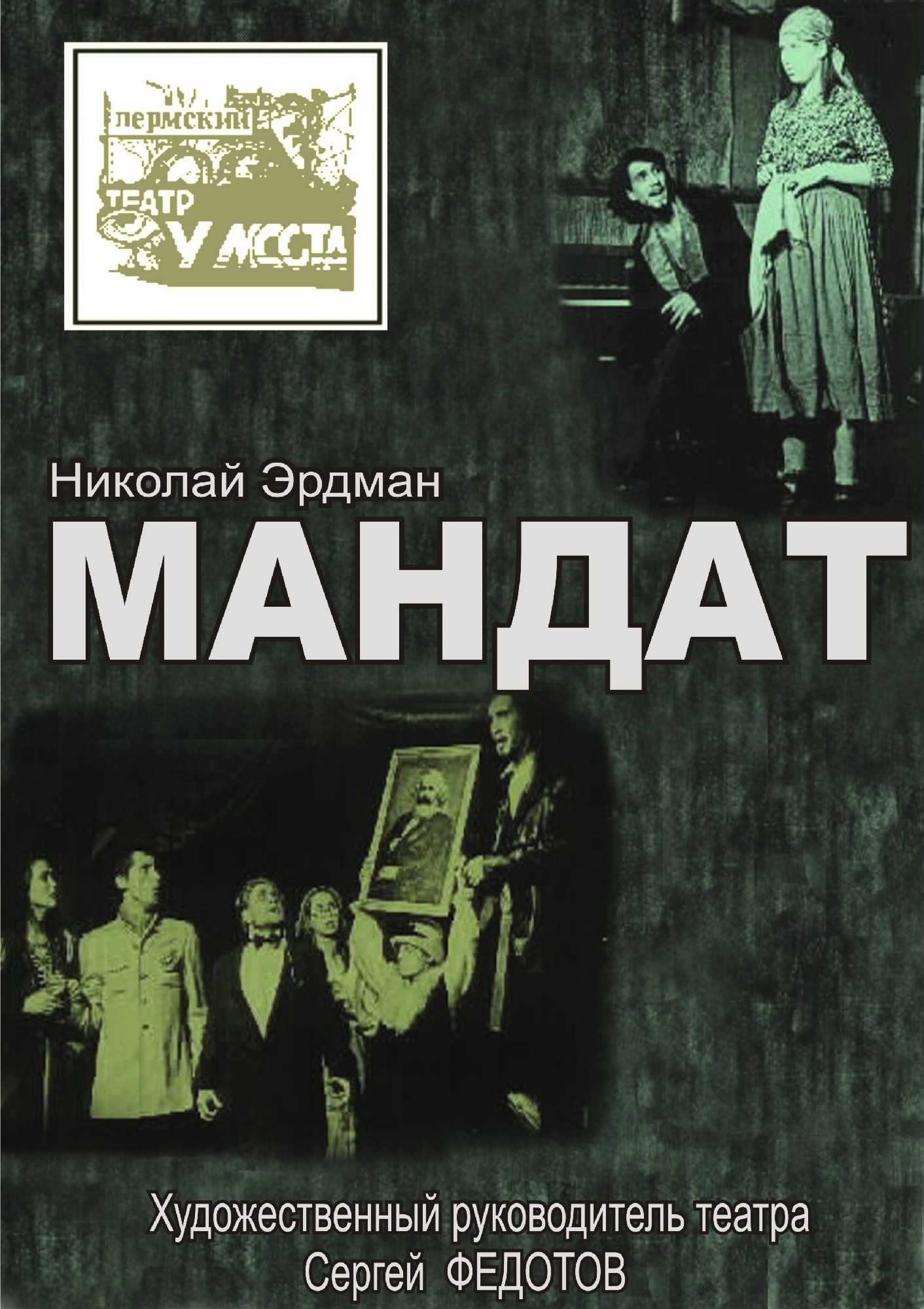
Plakát k první inscenaci divadla – Mandát, 1988
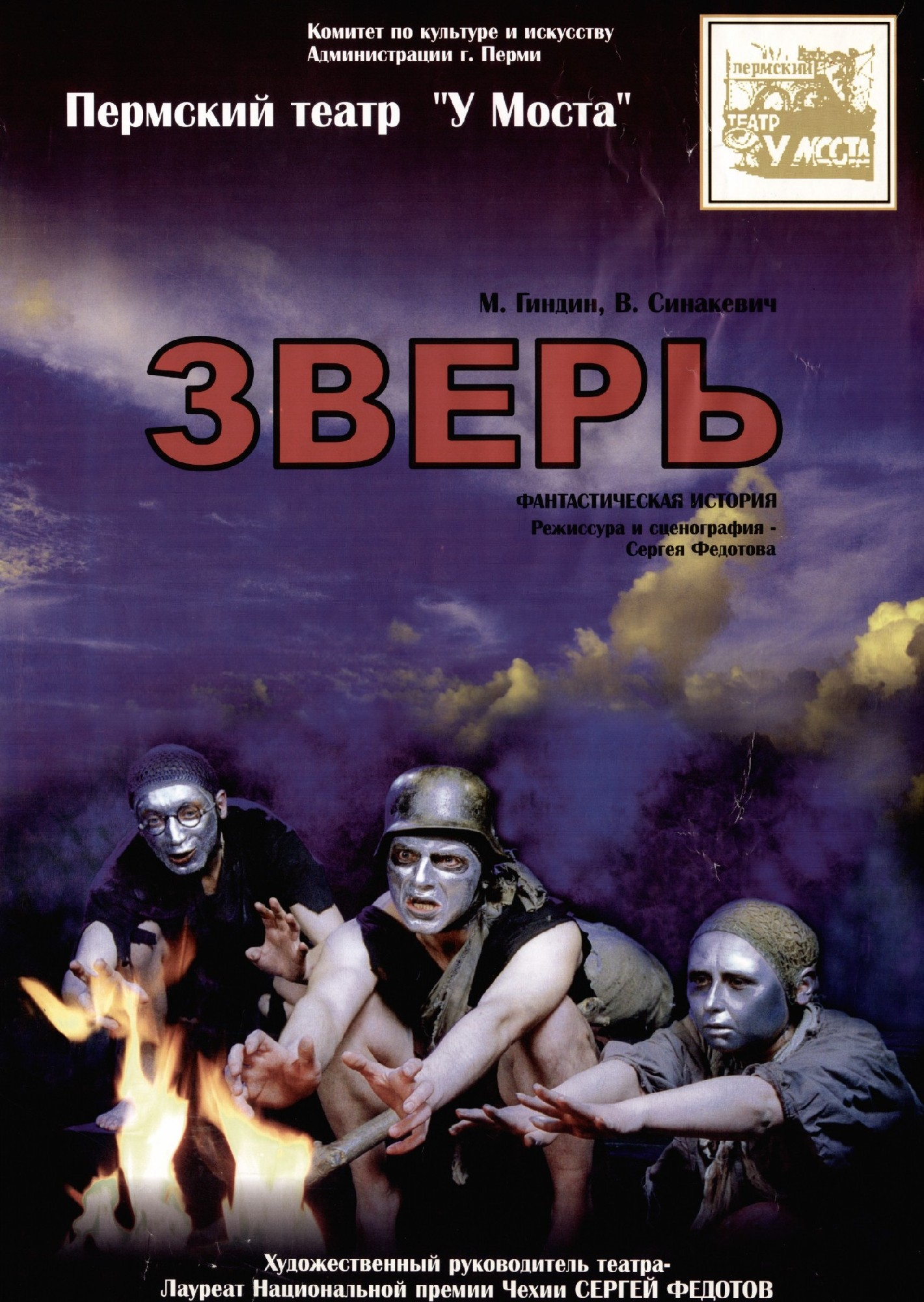
Plakát k inscenaci Zvíře, 2005
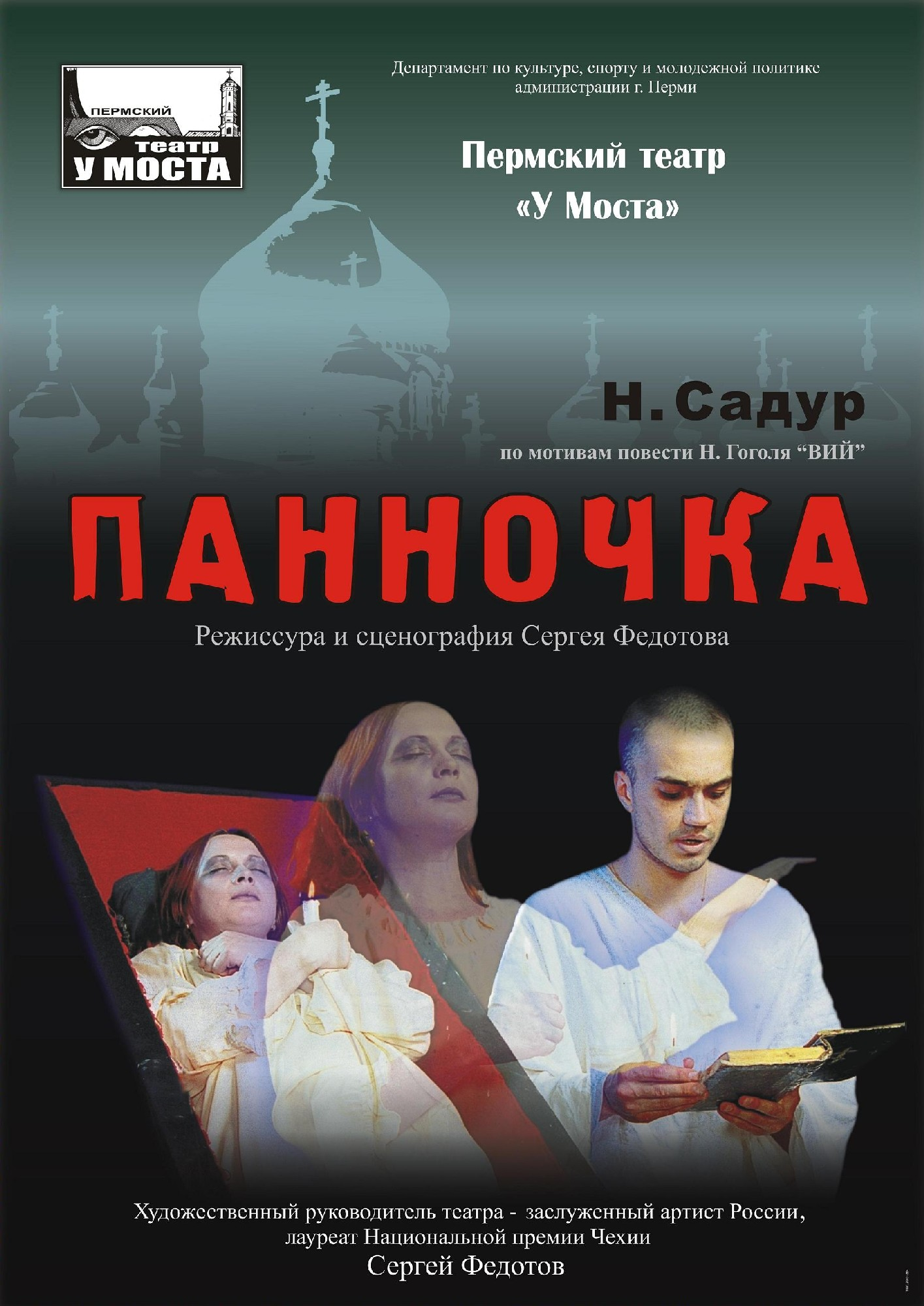
Plakát k inscenaci Panočka, 2005
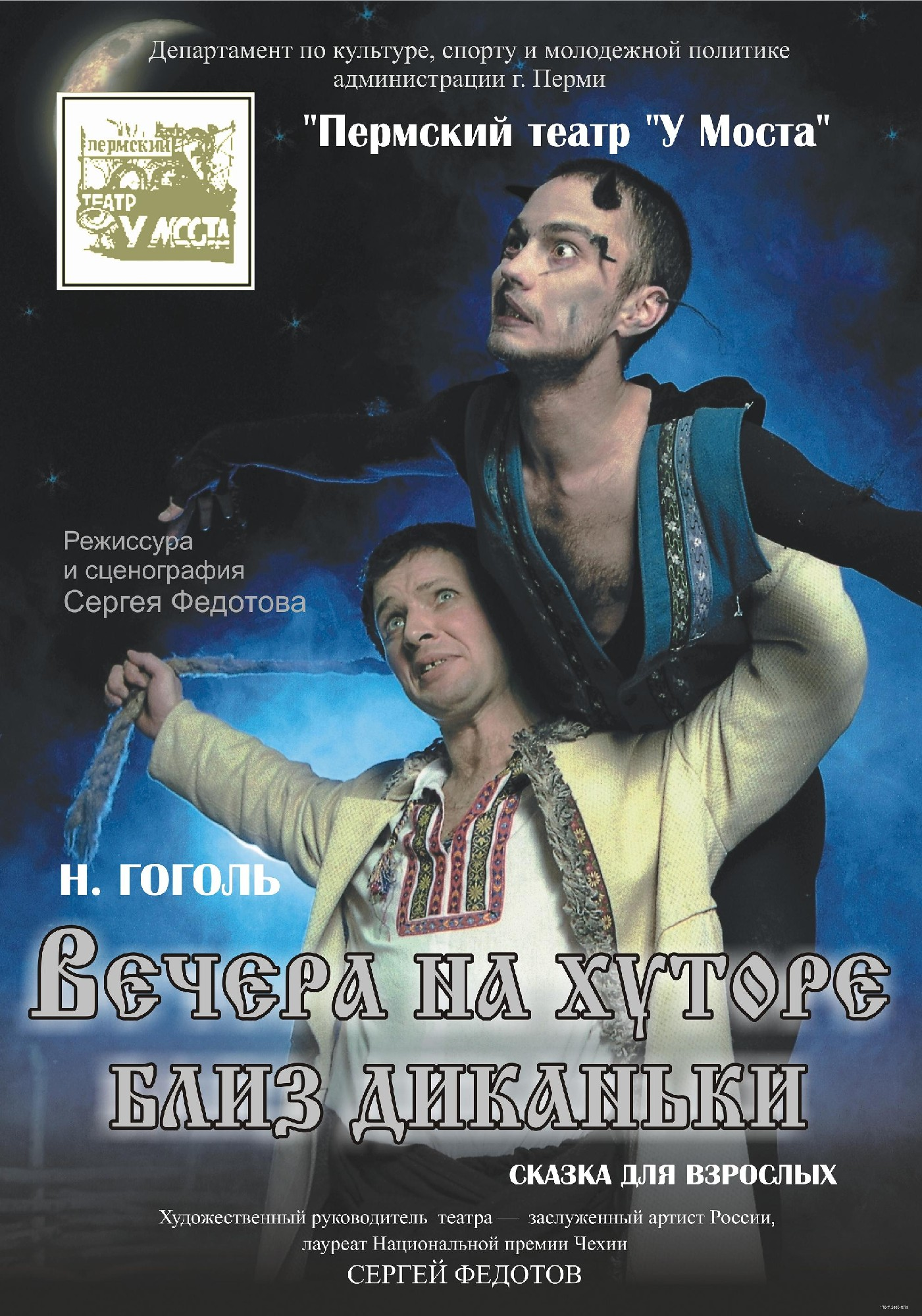
Plakát k inscenaci Večery na samotě u Dikaňky, 2005
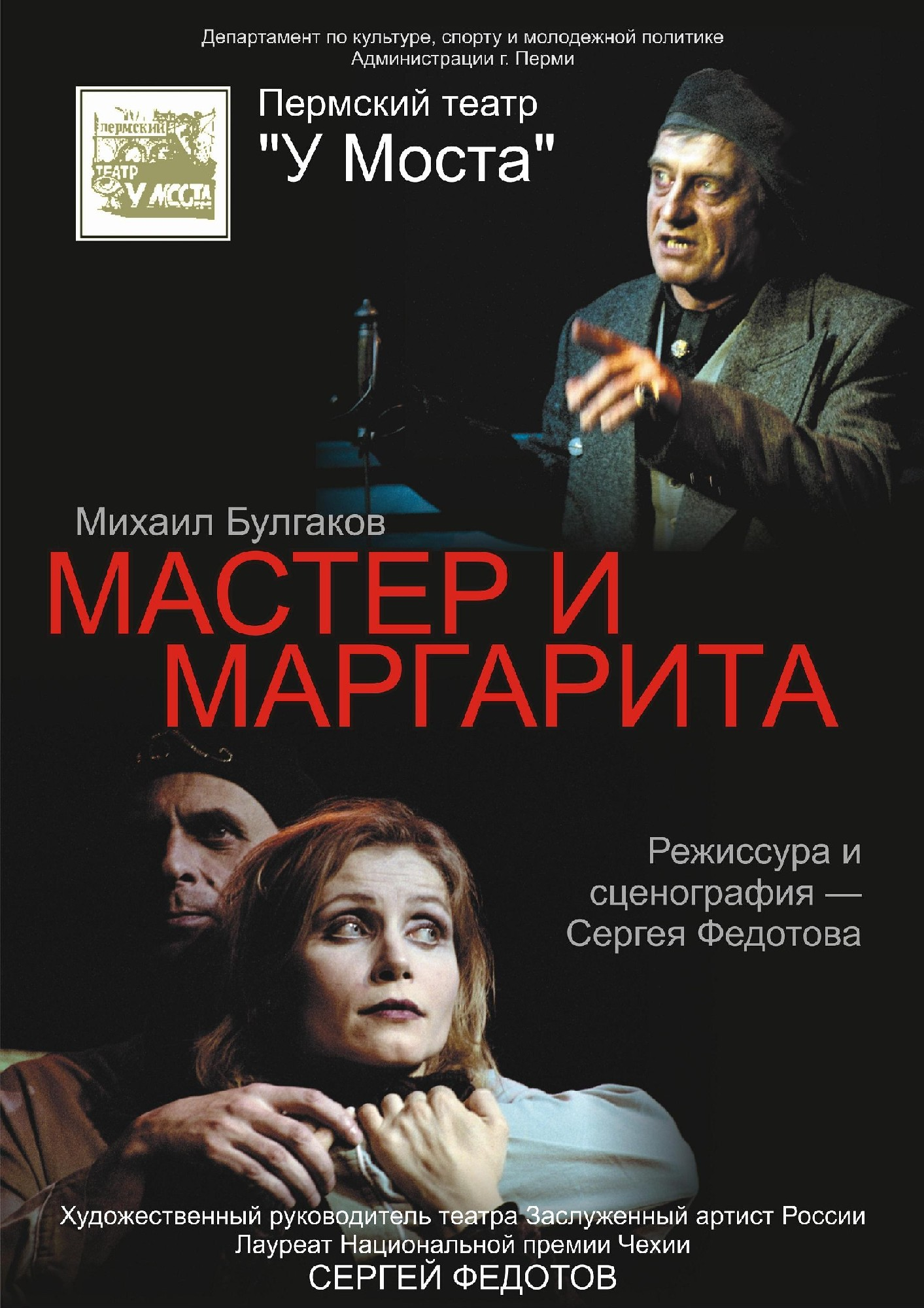
Plakát k inscenaci Mistr a Markétka, 2005

- Nikolaj Erdman: Мандат (Mandát), 7. října 1988.
- Michail Gindin, Vladimir Sinakevič: Зверь (Zvíře), 1989. Hostování v Česku: 1996 – Divadlo evropských regionů, Klicperovo divadlo Hradec Králové; 2006 – Experimentální prostor Roxy/NoD Praha a Bio Ráj Turnov; 2008 – Palác Akropolis Praha, 2015 – Ruské středisko vědy a kultury Praha.
- Jevgenij Švarc: Дракон (Drak). Hostování v Česku: 1997 – Divadlo evropských regionů, Klicperovo divadlo Hradec Králové.
- Nina Sadur na motivy N. V. Gogola: Панночка (Panočka), 1991. Hostování v Česku: 1995 – Divadlo evropských regionů, Klicperovo divadlo Hradec Králové a Divadlo Aloise Jiráska Úpice; 2005 – Experimentální prostor Roxy/NoD Praha a Městské divadlo Turnov; 2006 – Divadlo v Dlouhé Praha a Městské divadlo Jablonec nad Nisou; 2008 – Palác Akropolis Praha, 2013 – Divadlo komedie Praha. Konec provozování 2018.[1][2]
- Nikolaj Vasiljevič Gogol: Женитьба (Ženitba), 1992. Hostování v Česku: 1999 – Divadlo Bez zábradlí Praha a Městské kulturní středisko Nová Paka; 2006 – Divadlo DISK Praha, 2013 – Divadlo komedie Praha, 2014 – Ruské středisko vědy a kultury Praha.
- Carlo Goldoni: Трактирщица (Mirandolina), 1993. Hostování v Česku: 1999 – Divadlo evropských regionů, Klicperovo divadlo Hradec Králové.
- Nikolaj Vasiljevič Gogol: Игроки (Hráči), 1994. Hostování v Česku: 1996 – Divadlo evropských regionů, Klicperovo divadlo Hradec Králové.
- Nikolaj Erdman: Самоубийца (Sebevrah), 24. prosince 1998. Hostování v Česku: 1999 – Divadlo evropských regionů, Klicperovo divadlo Hradec Králové a Komorní scéna Aréna Ostrava; 2008 – Experimentální prostor Roxy/NoD Praha.
- Nina Sadur na motivy N. V. Gogola: Брат Чичиков (Bratr Čičikov podle Mrtvých duší). Hostování v Česku: 1997 – Divadlo evropských regionů, Klicperovo divadlo Hradec Králové.
- Michail Bulgakov: Зойкина Квартира (Zojčin byt), 24. září 1999. Hostování v Česku: 2017 – Ruské středisko vědy a kultury Praha.
- Alexandr Nikolajevič Ostrovskij: Женитьба Бальзаминова (Ženitba Balzaminova). Hostování v Česku: 2001 – Divadlo evropských regionů, Klicperovo divadlo Hradec Králové.
- Jevgenij Švarc: Обыкновенное чудо (Obyčejný zázrak). Hostování v Česku: 2001 – Divadlo evropských regionů, Klicperovo divadlo Hradec Králové.
- Nikolaj Vasiljevič Gogol: Вечера на хуторе близ Диканьки (Večery na samotě u Dikaňky), 2004. Hostování v Česku: 2005 – Divadlo evropských regionů, Klicperovo divadlo Hradec Králové, Divadlo Petra Bezruče Ostrava, Experimentální prostor Roxy/NoD Praha a Městské divadlo Jablonec nad Nisou; 2006 – Palác Akropolis Praha.
- Martin McDonagh: Сиротливый запад (Osiřelý západ), 16. února 2004. Inscenace byla nominována na ruskou národní divadelní cenu Zlatá maska 2008 v kategoriích inscenace malé formy a režie. Hostování v Česku: 2008 – Experimentální prostor Roxy/NoD Praha a Divadlo evropských regionů, Klicperovo divadlo Hradec Králové.
- Michail Bulgakov / Sergej Fedotov: Мастер и Маргарита (Mistr a Markétka), 13. května 2005. Hostování v Česku: 2008 – Divadlo v Dlouhé Praha.
- Martin McDonagh: Красавица из Линэна (Kráska z Leenane), 29. května 2005. Hostování v Česku: 2006 – Palác Akropolis Praha.
- Martin McDonagh: Череп из Конемары (Lebka v Connemaře) 31. května 2005. Hostování v Česku: 2006 – Experimentální prostor Roxy/NoD Praha.
- Petr Zelenka: Термен (Teremin), 4. května 2006.
- Michail Bulgakov / Sergej Fedotov: Собачье сердце (Psí srdce), 9. května 2006.
- Alexej Rybnikov / Andrej Vozněsenskij: Юнона и Авось (Juno a Avos), 20. května 2006.
- William Shakespeare: Ромео и Джульетта (Romeo a Julie), 23. února 2007.
- William Shakespeare: Двенадцатая ночь (Večer tříkrálový), 20. dubna 2007.
- William Shakespeare: Гамлет (Hamlet). Hostování v Česku: 2008 – Divadlo DISK Praha a Divadlo evropských regionů, Klicperovo divadlo Hradec Králové.
- Nikolaj Vasiljevič Gogol: Игроки (Hráči), 10. května 2008. Hostování v Česku: 2008 – Divadlo DISK Praha.
- Martin McDonagh: Калека с Инишмана (Mrzák inishmaanský), 29. ledna 2009. Inscenace získala Zvláštní cenu poroty na festivalu Ruské národní divadelní ceny Zlatá maska 2010. Nominována byla v kategoriích inscenace malé formy a režie. Hostování v Česku: 2010 – Činoherní klub Praha a Divadlo evropských regionů, Klicperovo divadlo Hradec Králové, 2013 – Divadlo komedie Praha, 2014 – 2x Činoherní klub Praha, 2015 – Ruské středisko vědy a kultury Praha.
- Nikolaj Koljada: Курица (Slepice), květen 2009.
- Nikolaj Vasiljevič Gogol: Ревизор (Revizor), 20. srpna 2009.
- Vasilij Sigarev: Детектор лжи (Detektor lži), 2009. Hostování v Česku: 2010 – Ruské středisko vědy a kultury Praha.
- Anton Pavlovič Čechov: 33 Обморока (33 mdlob), koláž z aktovek Jubileum, Medvěd a Námluvy, 10. února 2011.
- Mika Myllyaho: Паника (Panika), 28. února 2011.
- Martin McDonagh: Безрукий из Спокэна (Ujetá ruka), 9. března 2011. Hostování v Česku: 2013 – Divadlo evropských regionů, Klicperovo divadlo Hradec Králové a Divadlo komedie Praha.
- Harold Pinter: Сторож (Správce), 7. října 2011.
- Martin McDonagh: Лейтенант с Инишмора (Poručík z Inishmooru), 21. června 2012.
- Maxim Gorkij: На дне (Na dně), 4. května 2013. Hostování v Česku: 2013 – Divadlo evropských regionů, Klicperovo divadlo Hradec Králové a Divadlo komedie Praha.
- Franz Kafka: Замок (Zámek), 7. prosince 2013.
- William Shakespeare: Макбет (Macbeth), 20. prosince 2016.
- Avksentij Cagareli: Ханума (Chanuma), 28. prosince 2016. Hostování v Česku: 2017 – Ruské středisko vědy a kultury Praha.
- Nikolaj Vasiljevič Gogol: Вий (Vij), 13. května 2018.

### Významné pohostinské divadelní režie
- Nikolaj Vasiljevič Gogol: Ożenek (Ženitba) – Teatr Jeleniogórski Jelení Hora, Polsko, 1. prosince 2000.
- Michail Bulgakov: Mistrz i Małgorzata – Teatr Jeleniogórski, Jelení Hora Polsko, 16. března 2002. Hostování v Česku: 2002 – Divadlo evropských regionů, Klicperovo divadlo Hradec Králové.
- Nikolaj Vasiljevič Gogol: Игроки (Hráči) – Čeljabinské státní činoherní komorní divadlo (Челябинский государственный драматический камерный театр) Čeljabinsk, Rusko, 13. září 2002. Kromě režie vytvořil Fedotov i scénografii. Hostování v Česku: 2002 – Experimentální prostor Roxy/NoD Praha a Divadlo Jesličky Hradec Králové.
- Nikolaj Vasiljevič Gogol: Ревизор (Revizor) – Divadlo Lensovětu (Санкт-Петербургский академический театр имени Ленсовета) Sankt-Petěrburg, Rusko, 1. dubna 2009.
- Martin McDonagh: Калека с Инишмана (Mrzák inishmaanský) – Divadlo na Tagance (Театр на Таганке) Moskva, Rusko, 18. ledna 2012.

### Divadelní režie v Česku
- Nikolaj Vasiljevič Gogol: Revizor – Dejvické divadlo Praha, 12. ledna 1998
- Michail Bulgakov: Zojčin byt – Divadlo DISK, DAMU Praha, 7. dubna 1998 (premiéra v Divadle pod Palmovkou)
- Michail Bulgakov / Karel Tománek: Mistr a Markétka – Klicperovo divadlo Hradec Králové, 17. října 1998. Kromě režie vytvořil Fedotov i scénografii
- Nikolaj Vasiljevič Gogol: Hráči – Divadlo Bez zábradlí Praha, 8. prosince 1999. Kromě režie vytvořil Fedotov i scénografii
- Alexandr Nikolajevič Ostrovskij: Výnosné místo – Divadlo Na zábradlí Praha, 22. dubna 2000
- Anton Pavlovič Čechov: Racek – Městské divadlo Karlovy Vary, 24. března 2001
- Anton Pavlovič Čechov: Tři sestry – HaDivadlo Brno, 19. května 2001
- William Shakespeare: Večer tříkrálový aneb Cokoli chcete – Jihočeské divadlo České Budějovice, 3. května 2002.
- Michail Gindin, Vladimir Sinakevič: Zvíře – Studio Marta, Divadelní fakulta JAMU Brno, 7. prosince 2002
- Michail Bulgakov / Sergej Fedotov: Psí srdce – Komorní scéna Aréna Ostrava, 1. února 2003. Ceny Alfréda Radoka za nejlepší inscenaci roku a za mužský herecký výkon (Michal Čapka za roli Psa)
- Fjodor Michajlovič Dostojevskij / Sergej Fedotov: Idiot – Divadlo Petra Bezruče Ostrava, 15. února 2003. Především za roli Nastasji Filipovny v této inscenaci dostala Lucie Žáčková Cenu Alfréda Radoka jako talent roku a Cenu Thálie pro mladého činoherce
- Fjodor Sologub / Sergej Fedotov: Malý ďábel – Divadlo Jiřího Myrona, Národní divadlo moravskoslezské Ostrava, 6. prosince 2003
- Nina Sadur na motivy N. V. Gogola: Panočka – Komorní scéna Aréna Ostrava, 29. ledna 2005
- Nikolaj Koljada: Slepice – Švandovo divadlo na Smíchově, Praha, 4. března 2006
- Michail Bulgakov: Molière – Divadlo v Dlouhé Praha, 10. září 2006
- Molière: Skapinova šibalství – Divadlo ABC Praha, 29. října 2006